# Ilerda
Ilerda fue la capital de los ilergetes durante el período romano, cuando esta tribu íbera, ya en pleno declive, abandonó la antigua capital, el poblado íbero del Molino de Espigol, conocida como Atanagrum. En un primer momento Ilerda llevó el nombre íbero de Iltiŕta o Ildiŕda (en íbero ), y posteriormente el nombre fue romanizado como Ilerda. La nueva ciudad estaba situada en el cerro de la Seo Vieja, pegada al río Sicoris (Segre).

## Etimología
El nombre íbero era según las fuentes romanas iltiŕta (en escritura no dual) o ildiŕda (en escritura dual) pronunciado /illirda/. Sobre su significado se han hecho algunas hipótesis. Una de ellas es la siguiente: el nombre contiene el segmento inicial il(i), que en íbero significaría «ciudad» (se puede comparar con ilturo, el nombre íbero de Mataró o Cabrera de Mar, y de otros como *iliberi, actual Elna). El segundo segmento, tir o dir seguramente significa «lobo». Esta hipótesis se basa en dos hechos. Primero, que el símbolo de los ilergetes era un lobo. Y, segundo, que la ciudad íbera de Iltiraca, en Andalucía, también tenía un lobo como símbolo. Por tanto, il-tir podría significar «ciudad del lobo». Una segmentación alternativa considera iltiŕ como «ciudad» con un sufijo que le daría el significado de «ciudad fortificada».

## Historia
En el contexto de la segunda guerra púnica el año 215 a. C. fue decisivo. Tuvo lugar la batalla del río Ebro, donde Asdrúbal, hermano de Aníbal y comandante del ejército cartaginés cae derrotado frente a los romanos. Sus aliados Indíbil y Mandonio serían finalmente dominados el año 206 a. C.
El año 195 a. C. trajo consigo una nueva e importante insurrección de las tribus ilergetas, lacetanas y ausetanas que fue sofocada por el cónsul Marco Porcio Catón y que supuso la muerte de los caudillos ilergetas Indíbil y Mandonio.
Fue elegida por los legados de Pompeyo, Lucio Afranio y Marco Petreyo como base para su defensa de Hispania en 49 a. C.; los legados tenían cinco legiones estacionadas en Ilerda.
Ilerda fue asediada por Julio César, quien posteriormente lo narró personalmente en sus obras. Su narración es un documento relevante de la historia militar, la batalla de Ilerda, cuando la ciudad se rindió; Afranio y Petreyo quedaron libres por la generosidad de César. Bajo el imperio fue primero ciudad y después municipium, llegando a fabricar moneda. De un puente romano sobre el Segre todavía se conservan las bases.